# Campaña de Pasto
La llamada campaña de Pasto fue una serie de operaciones militares libradas entre 1822 y 1824, por parte de la República de la Gran Colombia recién independiente contra los bastiones monárquicos de San Juan de Pasto y Patía.

## Antecedentes

### Pasto durante la independencia
San Juan de Pasto es una ciudad del actual departamento de Nariño, en el sur de Colombia, ubicada en una región relativamente aislada y secundaria del virreinato. La población de la villa y sus alrededores era de 12 000 personas, mientras que dispersas por una región alta y fría llamada Los Pastos vivían en numerosas aldeas otras 15 000. Esta última región estaba ubicada al este y sur de la ciudad, cruzando el río Guáitara. El territorio del moderno departamento tenía una población de 26 773 habitantes en esa época, con una mayoría de indígenas (58,2%) seguida de una importante minoría de blancos (37,6%). Eran ínfimos los porcentajes de mestizos y mulatos (3,4%) y esclavos negros (0,6%).

«En aquella irreductible y brava "Vendée Sud-Americana", surcada por los ríos Guaytara [sic] y Juanambú, entre los que se levanta el inmenso y barrancoso cono truncado del Volcán de Pasto, habían sucumbido durante varios años los ejércitos invasores. Contra estas formidables barreras y contra la fuerza moral de los Pastusos, que combatían a los patriotas como a herejes y defendían contra ellos su fe y sus hogares, se habían estrellado los arrestos de los caudillos revolucionarios».

La etnografía del país se asemejaba más a la peruana que a la neogranadina, con una ausencia casi total de mestizaje y una estratificación social en dos castas bien diferenciadas: una élite de blancos y un campesinado indígena. Era un «territorio de frontera» que se debatía entre una filiación racial, cultural, económica e histórica con Quito y Perú, y una relación político-administrativa con la Nueva Granada.
Considerada la «puerta del sur» y ubicada en la frontera entre los virreinatos peruano y neogranadino, controlaba las zonas andinas y costeras del sur neogranadino y las vías de comunicación terrestre entre Popayán, Quito y Lima. Su clima y topografía hostiles permitían a los pastusos desangrar a toda expedición enviada a cruzar su territorio. Toda fuerza venida desde Popayán al norte, debía cruzar los profundos cañones del río Patía, donde probablemente las tropas enfermarían. Más al sur se debía seguir por profundos desfiladeros donde los patianos podían emboscar al invasor. Luego había que cruzar los torrenciales ríos Juanambú y Guáitara, cuyas orillas eran barrancos profundos, empinados y rocosos, donde un atacante muy numeroso podía ser detenido por pocos pero bien atrincherados defensores.

### Causas de su monarquismo
Primeramente, para los pastusos la Corona era todo lo que conocían y representaba tradición y estabilidad frente a la incertidumbre del proyecto republicano. A esto se sumaba su topografía, que garantizó que siempre tuvieran pocas relaciones con Bogotá en comparación con las que tenían con Quito o Popayán. En consecuencia, deseaban mantener la autonomía de su cabildo, algo que la metrópolis siempre había promovido. Este aislamiento geográfico provocó una ausencia de instituciones educativas, impidiendo que las ideas de la Ilustración permearan en su sociedad. Cuando estas últimas llegaron, fue a través de la imposición violenta de ejércitos invasores. En cambio, los sacerdotes siempre fueron influyentes y mayoritariamente monárquicos. El escaso número de peninsulares y que el comercio pastuso se limitara a Popayán, Quito y la costa del Pacífico llevó a que jamás hubiera una rivalidad entre europeos y criollos.
La doctora en Historia, Rosa Isabel Zarama Rincón, diferencia la vivencia pastusa de la guerra de independencia en tres etapas: la primera, 1809-1814, trata la resistencia a los ejércitos que intentaban imponer la autoridad de las juntas de Quito, Popayán y Cundinamarca; la segunda, 1814-1820/1821, se consigue cierta recuperación económica porque las acciones bélicas ocurren fuera de la provincia y mayor autonomía como premio de la Corona por su lealtad; la tercera, 1821-1824, en que sus «ejércitos regionales» se enfrentan a sus contrapartes venidas de Bogotá y Popayán. Debido a que las últimas guerrillas monárquicas continuaron su resistencia hasta su derrota definitiva, la historiadora agregó una cuarta etapa, 1824-1826.

«Es la figura de Agustín Agualongo una de las más fulgurantes y seductoras de la historia hispano-americana en el siglo XIX, digna, por sus relieves de leyenda y de trágica grandeza, de la pluma de Pérez Galdós y de Valle Inclán».

### Campaña previa
Después de la derrota de Boyacá, el 7 de agosto de 1819, y la pérdida de Bogotá, el día 10, el ejército realista se refugió en los territorios de Pasto, «el refugio de la monarquía en los grandes reveses». Entre tanto, los republicanos aprovecharon la victoria para organizar la República de la Gran Colombia. Ahora tenían la iniciativa militar y sus enemigos se replegaban a los territorios que aún dominaban, la costa atlántica de la Nueva Granada, el Bajo Magdalena y la región caucana. De inmediato, los patriotas intentaron acabar con los ellos y en el caso del «núcleo de posiciones realistas» que era Pasto, el coronel Joaquín París Ricaurte ocupó Popayán el 23 de octubre, dejando a cargo al coronel Antonio Obando.
El coronel Sebastián de La Calzada era entonces el jefe monárquico en la zona e intentó recuperar la ciudad, lo que consiguió el 24 de enero. Sin embargo, el 6 de junio de 1820, su campamento fue sorpresivamente atacado por el general de brigada Juan Manuel Valdez y el coronel José Mires en Pitayó. De Calzada, completamente vencido, se retiró a Pasto para luego partir a Venezuela. Los patriotas recuperaron Popayán el 16 de julio. Valdez, creyendo que era su oportunidad para acabar con los realistas de Pasto, decidió marchar sobre la villa con 2000 hombres, pero sufrió un duro revés en Genoy el 2 de febrero de 1821.

### Planes de Bolívar

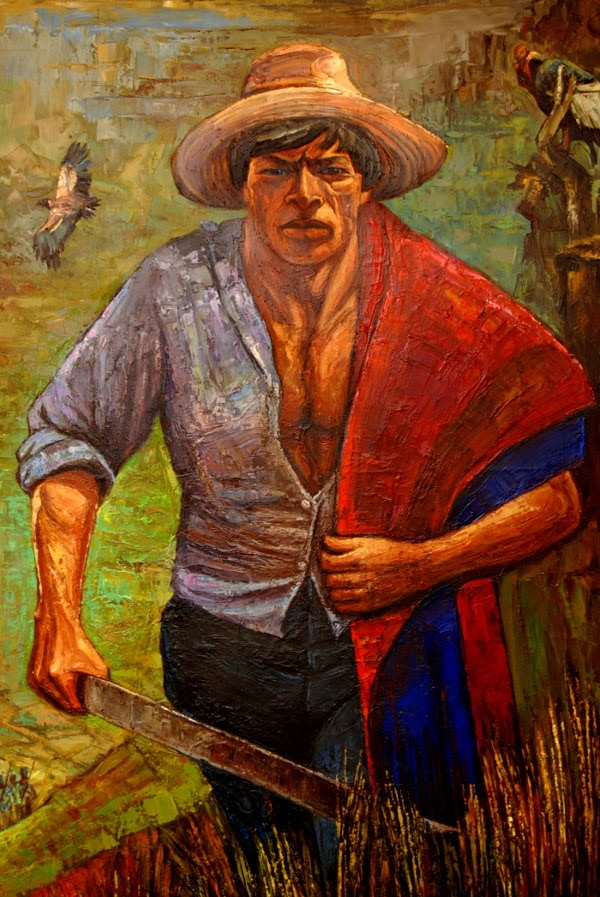
Retrato ficticio de Agustín Agualongo, óleo sobre lienzo, por un pintor anónimo,.

El 9 de agosto de 1820 se produjo la revolución de Guayaquil. Los revolucionarios le pidieron ayuda al gobierno grancolombiano, que envió al general de brigada Antonio José de Sucre con un contingente de soldados a inicios de marzo. Desembarcaron en la ciudad el 6 de abril de 1821. Entre tanto, después de su victoria en Carabobo, el 24 de junio, y la entrada en Caracas cinco días después, Bolívar empezó a organizar su nuevo gobierno junto a su vicepresidente, el general de división Francisco de Paula Santander, y el Congreso de Cúcuta. Posteriormente, el 9 de octubre sale de Cúcuta y deja las funciones presidenciales a cargo de Santander, organiza un cuerpo de 4000 soldados y marcha al sur. Desde ese momento, Bolívar empieza a preparar una gran campaña que lo lleve hasta el Virreinato del Perú.
Su plan inicial era auxiliar a Sucre, quien estaba dirigía las tropas de la Provincia Libre de Guayaquil contra la guarnición realista de Quito, mediante el envío de 4000 soldados y 2000 a 3000 fusiles por mar desde el puerto de Buenaventura hasta Guayaquil. También esperaba que en octubre zarparan 4000 grancolombianos de Santa Marta para Panamá, donde se les uniría otro tanto y todos serían llevados hasta Guayaquil, donde habrían 3000 soldados patriotas, en total, concentraría 10 000 a 12 000 plazas y acabar con toda resistencia. Sin embargo, se encontró con Buenaventura bloqueada por una flotilla realista enviada desde Panamá por el capitán general de la Nueva Granada, mariscal Juan de la Cruz Mourgeon y Achet. Aunque esperaba contar con el apoyo del gobierno chileno y del Protector del Perú, José de San Martín, y que este último enviara la poderosa escuadra de Lord Cochrane para ayudarlo a transportar su ejército, pues Bolívar deseaba evitar por tierra a través de Patía y Pasto, conocedor de la suerte de otros ejércitos patriotas en la zona, y prefería la ruta marítima.
Sin embargo, San Martín no pudo enviar la escuadra porque no estaba en condiciones para un viaje tan largo, la necesitaba en Perú y Buenaventura y Panamá estaban muy lejos de sus bases de provisiones en Perú. El presidente grancolombiano tuvo que conformarse y planeó una ofensiva conjunta sobre Quito, destacando el ataque por tierra de 4000 hombres contra Patía y Pasto.

## Ejército patriota
La Gran Colombia, hasta junio de 1822, movilizó 7500 hombres para combatir a los realistas de Pasto. Restrepo afirma que fueron enviados a Pasto 7314 soldados y 130 oficiales entre septiembre de 1821 y el 22 de mayo de 1822, pero apenas 4000 seguían vivos al producirse la rendición. De estos, 3000 marcharon con Bolívar organizados en dos divisiones. Para las operaciones sobre Pasto y Quito, entre 1821 y 1822, los patriotas produjeron más de 14 000 uniformes, 6500 frazadas, 13 500 camisas, 24 600 alpargatas, 3000 morrales, 127 000 cartuchos con balas y 82 000 sin balas, 40 000 balas de fusil, 15 000 piedras de chispa, 4000 fornituras y se apartaron 200 000 pesos del tesoro público.

## Ejército realista

### La Calzada y García
Los pastusos eran muy respetados como combatientes: «…puestos en disciplina y subordinación mil hombres pastusos estoy por decir que equivalen a tres mil de cualquier otra parte». En 1819, La Calzada afirmaba contar con una división de 2000 efectivos: «Tengo ya bastante adelantada mi división: su fuerza total ascenderá a dos mil hombres poco más o menos: mil trescientos con fusiles, ciento cincuenta de caballería, y las demás gentes sin armas, (...)». El historiador liberal colombiano José Manuel Restrepo repetidamente da la misma cifra. Según él, La Calzada tenía dos mil hombres, de los que 1700 eran infantes, incluyendo un batallón de pastusos y guerrillas patianas, aunque podía poner en armas a tres mil. Estos dos mil equivalían a la mitad de las fuerzas que originalmente tenía bajo su mando, el resto eran pastusos que desertaron y volvieron a sus hogares. El historiador español Julio Albi de la Cuesta menciona que La Calzada mandaba una división de 3000 hombres organizado en el batallón Aragón (700 veteranos y 200 reclutas), el miliciano de Pasto (1000 locales) y el resto una caballería improvisada, un puñado de artilleros sirviendo 4 cañones, una columna de cazadores y un contingente del batallón Los Andes enviado desde Quito. Además, a inicios de 1820, un informe realista realizado por un espía que actuaba en Maracaibo instruye la existencia de rumores de que «se decía que Bolíbar estaba en el Sur atacando al Coronel Calzada y que este Gefe nuestro se había retirado a Pasto reuniendo ya hasta ocho mil hombres [sic]». Por último, Tomás Cipriano de Mosquera, militar y estadista colombiano, afirmaba que a finales de 1819 los realistas tenían 1200 soldados de la 3.ª división y los batallones Aragón y Cazadores al sur de Popayán y 4000 del batallón Los Andes y la artillería en Quito, un batallón y una brigada de artillería en Guayaquil, y el regimiento Dragones de Granada y un batallón de milicias en Pasto.
Posteriormente, en los días previos a Bomboná, el secretario general del Libertador, coronel José Gabriel Pérez, comunicaba los problemas de la expedición: «Calculada, pues, nuestra fuerza y la del enemigo, es aquella muy superior. Las tropas regladas de Quito, las fuerzas de Pasto y Patía, y el refuerzo del General Mourgeon, deben por lo ménos ascender á más de 4.000 hombres; miéntras que S. E. apénas podrá marchar de Popayan con 3.000, y llegar á Pasto con un tercio ménos [sic]». El historiador chileno Francisco Rivas Vicuña da una cifra mucho más moderada, unos 2000 fusileros con 2 cañones en la batalla, de una guarnición de la región de 2250. Restrepo reduce aún más el número, 600 plazas del 1.º batallón del regimiento Cataluña, 400 de un batallón del regimiento Aragón y 800 milicianos pastusos. Luis Mora apoya las cifras de los batallones Cataluña y Aragón, pero eleva el número de pastusos organizados en batallones a 1000. Los españoles Ascensión Martínez Riaza y Alfredo Moreno Cebrián afirman «mientras los realistas, uniendo las compañías de los regimientos de Aragón y Cataluña y las milicias de pasto no superan los 1.500». El español Salvador de Madariaga afirmaba: «Obando dijo que los españoles contaban lo menos con tres mil infantes bien armados y 1.000 jinetes. Bolívar lo cuenta, y o él u Obando exageran de un modo extravagante. Hasta el informe oficial de la batalla de Bomboná, escrito desde luego para presentarla del modo más favorable a Bolívar, no da a García más 2.000 hombres; y otros cálculos más fehacientes estiman la fuerza realista en 1.200». El historiador y militar colombiano José Roberto Ibáñez Sánchez cree que el ejército realista no debió tener mucho más de mil hombres en la batalla.

### Boves y Agualongo
Restrepo afirma que después de la capitulación de Berruecos, cerca de 2000 combatientes realistas volvieron a sus casas y unos pocos a España. Respecto de las rebeliones posteriores, sostenía que: «Los facciosos presentaron dos mil hombres en los combates del 23 y 24. Habiendo huido casi todos con sus armas, sin que en ocho días se presentara ninguno al llamamiento del vencedor, debía temerse que prosiguiera la guerra». Durante la primera revuelta, a cargo de Boves, logró movilizar hasta dos mil efectivos para mantener su línea defensiva en el río Guáitara.
Respecto a la segunda insurrección, la de Agualongo, inicialmente comenzó con al menos 600 rebeldes, un tercio armados con fusiles y el resto con lanzas: «Según las noticias que ha tenido S. E. el Libertador, la fuerza del enemigo consistía en 600 hombres, de los cuales 200 tenían fusiles el día del suceso». José María Obando, por su parte, afirma que los pastusos reunieron 3000 efectivos para el ataque, aunque apenas dos centenares tenían fusiles y pocas municiones. En la posterior batalla de Ibarra, los rebeldes llevaron al campo 1500: «capitaneados por los pérfidos Agualongo y Merchancano, aumentaron su fuerza hasta mil y quinientos hombres, una gran parte de ellos con fusiles y los demás con armas blancas de diversas clases». Obando, quien no estuvo en el combate, los reduce a 1000. Durante el asedio de San Juan se cree que debieron ser unos 1500, aunque Obando, quien combatió en esta batalla, los eleva a 3000.
Actualmente se cree que eran alrededor de 2000 combatientes durante las rebeliones monárquicas, principalmente pastusos y en menor medida patianos. Sin embargo, para 1825, durante los últimos conatos de resistencia, apenas eran mil.

## Campañas

### Pacificación inicial

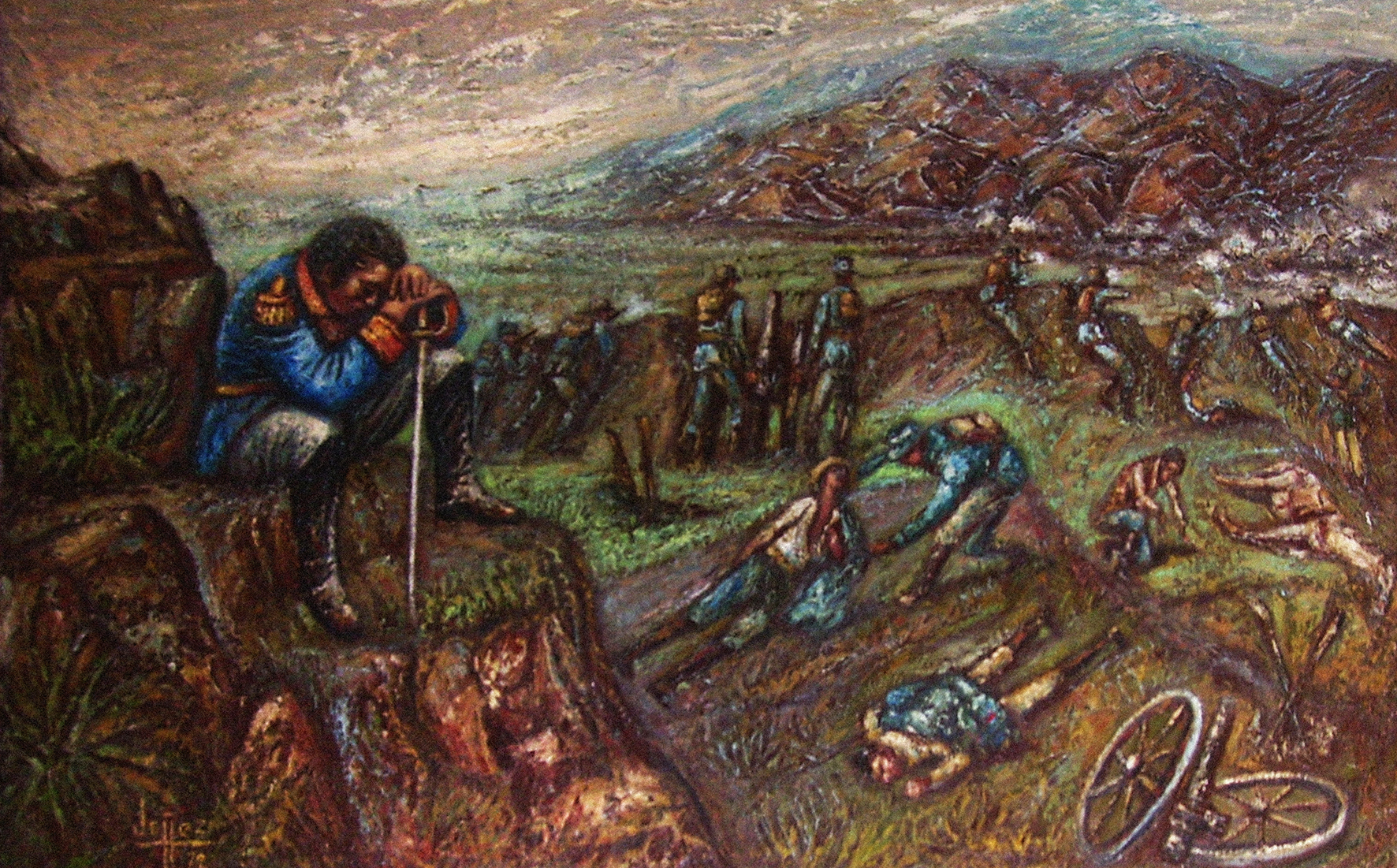
Simón Bolívar sentado en la piedra, durante la batalla. Composición simbólica de la Batalla de Bomboná, hecha en espátula por José E. Ordóñez en 1972. Colección Museo de Historia Nariñense "Juan Lorenzo Lucero" (Pasto, Nariño).

El 15 de diciembre, Bolívar sale de Bogotá al sur llegando a Santiago de Cali el 5 de enero de 1822, pasando revista a la tropa del general de división Pedro León Torres. El 26 de enero llega a Popayán. El 7 de febrero, el teniente coronel realista, José María Obando se entrega ante él. El 15 de febrero llegan los refuerzos a cargo del general Valdez. Tenía ya 3000 soldados organizados en dos divisiones para la expedición. Envía a Patía como vanguardia a la tropa de Torres y el 5 de marzo parten el presidente y su Estado Mayor a cargo del general de brigada Bartolomé Salom. El 22 o el 24 cruza el Juanambú. Para esos momentos, Bolívar había dejado en hospitales a unos 1000 soldados, enfermos por pestes tropicales, quedando su expedición reducida a unos 2000 combatientes.
El 7 de abril, terminó por enfrentarse al coronel Basilio Modesto García en la hacienda Bomboná. Las bajas durante el combate y en las posteriores por las heridas, enfermedades y ataques de guerrillas fueron altísimas para los republicanos, iniciando la retirada al norte el 16 de abril. Sin embargo, García se enteró de la derrota de Pichincha y la pérdida de Quito, producida el 24 de mayo, y prefirió negociar su capitulación, la que se firmó en Berruecos, cerca del Juanambú, el 2 de junio. Gracias a esto, Bolívar pudo seguir al sur y entrar a San Juan el 8 de junio, siendo recibido por las autoridades civiles y religiosas. Luego, continuó su camino hasta entrar a Quito el 16 de junio.
Al momento de capitular, García le dijo a Bolívar: «Excelentísimo señor: Esta espada y este bastón que me han dado el Rey de la Nación Española para defender sus derechos, tengo el honor de entregarlos al más ilustre Jefe Americano». La respuesta fue: «Señor Coronel: esa espada y ese bastón que le ha dado a usted el Rey de la Nación Española, para defender su causa, consérvelos usted porque se ha hecho digno de ellos; pero al regreso a España diga usted al Rey de la Nación Española que los descendientes de los conquistadores de Granada han humillado al León de Castilla, defendido por los vencedores, de los vencedores de Austerlitz».

### Primera rebelión
El 28 de octubre, el teniente coronel español Benito Remigio Boves entró en San Juan y logró el apoyo de la población. De inmediato, nombró al teniente coronel Estanislao Merchán Cano teniente gobernador a cargo del gobierno civil de la localidad, luego recluta a numerosos locales y marcha al Guáitara para apoderarse de la región de Los Pastos. El 24 de noviembre logró detener al general Sucre en Cuchilla de Taindalá, quien debió esperar un mes en la posición hasta que le llegaron refuerzos. El 23 de diciembre los grancolombianos tomaron la línea defensiva realista.
Finalmente, por orden de Bolívar, Sucre castigó duramente a los habitantes de San Juan al saquear la ciudad durante el episodio conocido como Navidad Negra, desde el día 24 al 26 de ese mes. Las casas fueron robadas, los documentos públicos y privados quemados y civiles asesinados sin respetar sexo o edad, incluso si se refugiaban en las iglesias. Más de 400 hombres no combatientes, ancianos, mujeres y niños son asesinados, también hubo muchas violaciones. El 2 de enero de 1823, Bolívar visitó San Juan y prometió represalias como contribuciones, reconvenciones, levas forzadas de hombres sanos y distribuir las haciendas entre los jefes republicanos. Mil pastusos fueron reclutados a la fuerza y 300 exiliados a Quito y Guayaquil, muchos jamás volvieron; se fusilaron a cabecillas y prisioneros realistas y se confiscaron gran cantidad de bienes. La violencia sólo hizo continuar la guerra por otros dos años.

### Segunda rebelión

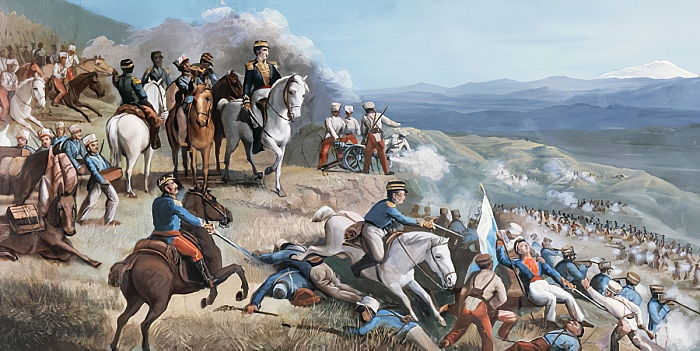
Tropas de Bolívar luchan contra las de Agualongo, durante la batalla de Ibarra, cuadro anónimo del.

Sucre dejó una guarnición a cargo del general Salom, aunque poco después Bolívar envió al coronel Juan José Flores. Ambos oficiales convocaron a los habitantes de San Juan a jurar lealtad a la República en la plaza de armas local, pero en realidad era un truco para hacer una leva forzosa de 1200 hombres; dicho episodio fue llamado La Junta. Días después, catorce parejas de hombres fueron arrojados atados entre sí al Guáitara, todos eran vecinos ilustres de la villa. De los reclutas forzados, fueron llevados amarrados en parejas, solamente 400 llegaron a Guayaquil. Algunos se arrojaron desde los caminos montañosos para no servir en una causa en que no creían y la mayoría se amotinó en el barco que los llevaría a Perú, siendo masacrados.
Como Boves huyó a la selva, el mando militar de la revuelta pasó al coronel Agustín Agualongo. Aquel esperó hasta que Salom viajó a Quito, entonces se alzó en armas al sur de San Juan. El 12 de junio, en Catambuco, Flores es vencido completamente por Agualongo. Merchán Cano fue nombrado gobernador y Agualongo comandante general. Flores logró huir a Juanambú. El 20 de junio, las noticias de la rebelión llegó a Quito, donde Bolívar tomó medidas personalmente para sofocarla. Finalmente, Agualongo marchaba al sur y el 17 de julio se enfrentaba a Bolívar en Ibarra, siendo completamente derrotado.
Agualongo siguió activo en el sur de San Juan y el 19 de agosto le impuso un asedio a la ciudad. Un mes después, el 20 de septiembre, los realistas tomaban la villa y Flores debió huir a Yacuanquer. Sin embargo, el 14 de diciembre, los republicanos recuperaron San Juan al mando del general de brigada irlandés José Mires. El 1 de junio de 1824, Agualongo intentó tomar el puerto de Barbacoas, pero fue completamente vencido por el coronel Tomás Cipriano de Mosquera.
El 24 de junio Agualongo llegaba al pueblo de El Castigo, donde había acordado reunirse con Obando. Éste le traicionó y lo arrestó junto al grueso de sus hombres. El 8 de julio era llevado a Popayán, donde acabaría fusilado el día 13. Sobre él se dice: «Fue ayer el ídolo de un pueblo aguerrido y exaltado y es hoy símbolo de esperanza de un pueblo defraudado». El día anterior a su ejecución fue interceptada en San Juan la Real Cédula de Fernando VII en que se le nombraba general de brigada. Merchán Cano fue asesinado cuando estaba en custodia del coronel Flores.

## Consecuencias

### Bajas
Partidas guerrilleras monarquistas siguieron actuando entre mayo y octubre de 1825 al mando del sacerdote José Benavides en Juanambú, pero acabaron aniquiladas por Flores en Sucumbíos el 12 de junio. Algunas otras siguieron activas hasta 1826. La región quedaba devastada, su agricultura, ganadería y manufacturas textiles arruinadas, más de 2000 hombres habían sido movilizados a la fuerza por sus enemigos y muchos más estaban muertos, lo que significaría un fuerte desequilibro demográfico para las décadas siguientes.
El historiador colombiano José Joaquín Borda creía que las fuerzas republicanas perdieron 3000 hombres en los ocho meses que duró la campaña. En cambio, su colega Marco Palacios Rozo estimaba que 3500 soldados republicanos habían muerto hasta junio de 1822.

### Años posteriores
El más beneficiado de la guerra fue Obando, durante los años siguientes supo desplazar a sus rivales, como el intendente Flores, y se hizo con el control de la región, volviéndose un importante caudillo regional en las décadas siguientes.
El sentimiento monárquico siguió fuerte en la región. En una fecha tan tardía como noviembre de 1828, Obando se alzó contra Bolívar: «el nuevo caudillo se puso en marcha en seguida hacia Pasto, donde reclutó hasta 3000 indios proclamando a los indios que luchaba por el Rey y por la religión católica»; debe mencionarse que dicha cifra la da él mismo y también reconoce sólo poseer 800 fusiles y 2 cañones. Sin embargo, pronto los 3000 pastusos se enteraron de que Obando no defendía la causa monárquica y desertaron. Cuando le quedaban menos de 1000 hombres prefirió someterse en Saraguro al Libertador. De hecho, en una alocución que Bolívar dio en Popayán el 26 de enero de 1829 felicitó a los pastusos por abandonar a Obando y anunció un indulto a los que dejaran las armas.

### Decimonónica
- Benedetti, Carlos (1887). Historia de Colombia. Lima: Imprenta del Universo de Carlos Prince.
- Borda, José Joaquín (1890). Compendio de historia de Colombia. Bogotá: Librería Colombiana.
- Cevallos, Pedro Fermín (1870). Resumen de la historia del Ecuador desde su orijen hasta 1845 IV. Lima: Imprenta del Estado.
- De Mosquera, Tomás Cipriano (1954). Memoria sobre la vida del General Simón Bolívar: Libertador de Colombia, Perú y Bolivia. Bogotá: Imprenta Nacional. Originalmente publicada en 1870.
- Groot, José Manuel (1870). Historia eclesiástica y civil de Nueva Granada: escrita sobre documentos auténticos III. Bogotá: Imprenta de Merardo Rivas.
- Mora, Luis F. (1922). El ano militar histórico y biográfico. Obra mandada a publicar por la sociedad de estudios históricos militares, con motivo de celebrarse en este año de 1922 el primer centenario de la Batalla de Pichincha I. Quito: Sociedad de Estudios Histórico-Militares.
- O'Leary, Daniel Florencio (1883).  Simón B. O'Leary, ed. Memorias del general O'Leary XX. Caracas: Imprenta "El Monitor".
- O'Leary, Daniel Florencio (1919). Junín y Ayacucho. Madrid: Editorial América.
- Obando, José María (1842). Apuntamientos para la historia, ó sea, Manifestación que el general José María Obando hace a sus contemporáneos y a la posteridad, del origen, motivos, curso, y progreso de la persecución que ha sufrido: y de los consiguientes trastornos políticos de la Nueva Granada durante las administraciones intrusas principiadas en marzo de 1837. Lima: Imprenta del Comercio.
- Paz Soldán, Mariano Felipe (1870). Historia del Perú independiente: 1822-1827 I. Lima: Imprenta y Estereotipia del Autor.
- Restrepo Vélez, José Manuel (1858). Historia de la revolución de la República de Colombia en la América Meridional III. Besanzón: José Jacquin.
- Scarpetta, M. Leónidas; Saturnino Vergara (1879). Diccionario biográfico de los campeones de la libertad de Nueva Granada, Venezuela, Ecuador i Perú: que comprende sus servicios, hazañas i virtudes. Bogotá: Imprenta de Zalamea por M. Díaz.
- Torrente, Mariano (1830). Historia de la revolución hispano-americana III. Madrid: Imprenta de León de Amarita.

### Moderna
- Albi de la Cuesta, Julio (1990). Banderas olvidadas: El Ejército español en las guerras de Emancipación. Madrid: Ediciones de Cultura Hispánica. ISBN 84-7232-547-4.
- Álvarez, Jaime (1985). ¿Qué es qué en Pasto?. Tipografía y Fotograbado "Javier".
- Bastidas Urresty, Edgar (1979). Las guerras de Pasto. Bogotá: Ediciones Testimonio.
- Cacua Prada, Antonio (2006). «La Batalla de Ibarra: Un hito en la libertad de América». Boletín de Historia y Antigüedades XCIII (832): 81-108. ISSN 0006-6303.
- De Madariaga, Salvador (1979). Bolívar II. Buenos Aires: Editorial Sudamericana.
- Echeverri Muñoz, Marcela (2016). Indian and Slave Royalists in the Age of Revolution: Reform, Revolution, and Royalism in the Nothern Andes, 1780-1825 (en inglés). Cambridge University Press. ISBN 9781107084148.
- Encina, Francisco Antonio (1954). Bolívar y la independencia de la América Española. Emancipación de Quito y Alto y Bajo Perú V. Santiago: Nascimiento.
- Encina, Francisco Antonio (1962). Bolívar y la independencia de la América Española. Independencia de Nueva Granada y Venezuela, parte 2 IV. Santiago: Nascimiento.
- Gutiérrez Ramos, Jairo (2012). Los indios de Pasto contra la República (1809-1824). Bogotá: Instituto Colombiano de Antropología e Historia (ICANH). ISBN 9789588181448.
- Ibáñez Sánchez, José Roberto (2020). Campaña del sur, 1822 Bomboná – Pichincha. Bogotá: Academia Colombiana de Historia. ISBN 9789585154216.
- Navarro y Lamarca, Carlos (1913). Compendio de la historia general de América II. Buenos Aires: Ángel Estrada y Compañía. Prólogo de Eduardo de Hinojosa.
- Martínez Riaza, Ascensión; Alfredo Moreno Cebrián (1999). «Territorio e independencia. Las estrategias de San Martín y Bolívar».  En Luis Navarro García, ed. José de San Martín y su tiempo. Sevilla: Universidad de Sevilla. pp. 171-192. ISBN 9788447205417.
- Montezuma Hurtado, Alberto (1969). Nariño: tierra e historia. Bogotá: Compañía Distribuidora de Loterías.
- Ortiz, Álvaro Pablo (2010). «Rebelde desde la tradición: la provincia de San Juan de Pasto contra la República (1810-1824)».  En Enver Joel Torregroza & Pauline Ochoa, ed. Formas de Hispanidad. Bogotá: Universidad del Rosario. pp. 255-276. ISBN 9789587381207.
- Ortiz, Sergio Elías (1958). Agustín Agualongo y su tiempo. Bogotá: Editorial ABC.
- Ortiz, Sergio Elías (1964). Colección de documentos para la historia de Colombia: época de la Independencia. CIV-CV. Bogotá: Editorial El Voto Nacional.
- Palacios, Marcos; Frank Safford (2002). Colombia: país fragmentado, sociedad dividida: su historia. Bogotá: Norma. ISBN 9789580465096.
- Pérez Ochoa, Eduardo (1982). La guerra irregular en la independencia de la Nueva Granada y Venezuela 1810-1830. Tunja: Vicerrectoría de Investigaciones y Extensión Universitaria de la Universidad Pedagógica y Tecnológica de Colombia & Ediciones La Rana y el Águila.
- Pérez Tenreiro, Tomás (1972). Los sucesos militares de Coro en los años de 1821 y 1822. Caracas: Archivo General de la Nación.
- Riaño, Camilo (1971). «Capítulo XX. Acciones militares en el sur ante los intentos de reconquista española. Sámano. Retirada de los patriotas». Historia militar: La independencia (1810-1815). Bogotá: Ediciones Lerner. Tomo XVIII de Historia extensa de Colombia. pp. 309-316.
- Rivas Vicuña, Francisco (1940). Las guerras de Bolívar: La gran Colombia, 1821-1823 V. Santiago: Editorial "Victoria", Manrique & Ramírez Ángel.
- Rodríguez Guerrero, Ignacio (1969). «Perfiles Nariñenses de Antaño». Cultura nariñense (Centro Nariñense de Radiodifusión) (10-15).
- Sánchez Sánchez, Jesús Iván (2011). Bombona. Una batalla definitiva por la libertad de Colombia, 1822. Bogotá: Ministerio de Educación Nacional.
- Sañudo, José Rafael (1925). Estudios sobre la vida de Bolívar. Pasto: Editorial de Díaz Castillo y Cía.
- Semprún, José; Alfonso Bullón de Mendoza Gómez de Valugera (1992). El ejército realista en la independencia americana. Madrid: Editorial Mapfre. ISBN 9788471005182.
- Valencia Tobar, Álvaro (2016). «El ser guerrero del Libertador». Bolívar, el hombre de las dificultades. Tomo III de Genios de la estrategia militar. Bogotá: Editorial Luis Alberto Villamarín Pulido. pp. 32-288. ISBN 9781523417780.
- Uribe Mosquera, Tomás (2009). «Ecuador y Colombia: afirmación autoidentitaria y conflicto». Ecuador: relaciones exteriores a la luz del Bicentenario. Quito: Flacso. Coordinadora Beatriz Zepeda. pp. 149-194. ISBN 978-9978-67-224-2.
- Vásconez Hurtado, Gustavo (1981). El general Juan José Flores, primer Presidente del Ecuador: 1800-1830. Quito: Casa de la Cultura Ecuatoriana.
- Zarama Rincón, Rosa Isabel (2004). «Héroes y Antihéroes en Pasto y Coro, 1821-1824». Montalbán (Caracas: Instituto de Investigaciones Históricas de la Universidad Católica Andrés Bello) (38): 89-137.
- Zarama Rincón, Rosa Isabel (2010). «El realismo pastuso en el proceso independentista, 1809-1826». Revista Ensayos históricos. Anuario del Instituto de Estudios Hispanoamericanos (Caracas: Universidad Central de Venezuela) XXII (10): 31-44 (en enlace usado aparecen p. 1-19). ISSN 1315-0049.